# Adubação antecipada
Adubação antecipada é uma técnica de adubar antecipadamente pode ser referida de duas maneiras.
Uma delas consiste basicamente em antecipar superficialmente ao solo a adubação de uma cultura de verão antes do momento de semeadura desta cultura, outra forma de antecipação de adubação é a de garantir a adubação de base da cultura de verão em uma cultura de inverno, neste intuito a ciclagem de nutrientes da matéria orgânica da cultura de inverno promoverá nutrientes de forma bem mais adequada a cultura de verão.
É importante haver um controle de adubaçao inicial para poder nivelar o nível de ph do solo, rever os nutrientes necessarios  para o solo e reestrutura-lo da melhor forma possível.